# إنشنت سبايدر
إنشنت سبایدر (بالإنجليزية: Ancient Spider)‏ هو خالق جزر نورو في الميثولوجيا الميكرونيزية.